# فتح بورصة
وقع حصار بورصة (وكانت تُسمى بروسه) في عام 1317م أو 1320م حتى تم فتحها يوم 6 ابريل 1326م،  وذلك بعد إحكام الحصار عليها من قبل العثمانيين. ويرجع تأخر فتحها مدة 6 أو 9 سنين لقلة خبرة العثمانيين في هذا الوقت وعدم امتلاكهم معدات حصار كافية لفتح الحصون. وفقا لبعض المصادر، فإن السلطان عثمان الأول توفي لأسباب طبيعية قبل سقوط المدينة بفترة قليلة، في حين يقول آخرون أنه عاش فترة طويلة بما فيه الكفاية ليسمع عن الانتصار على فراش الموت،  ثم دُفن في مدينة بورصة بعد ذلك.

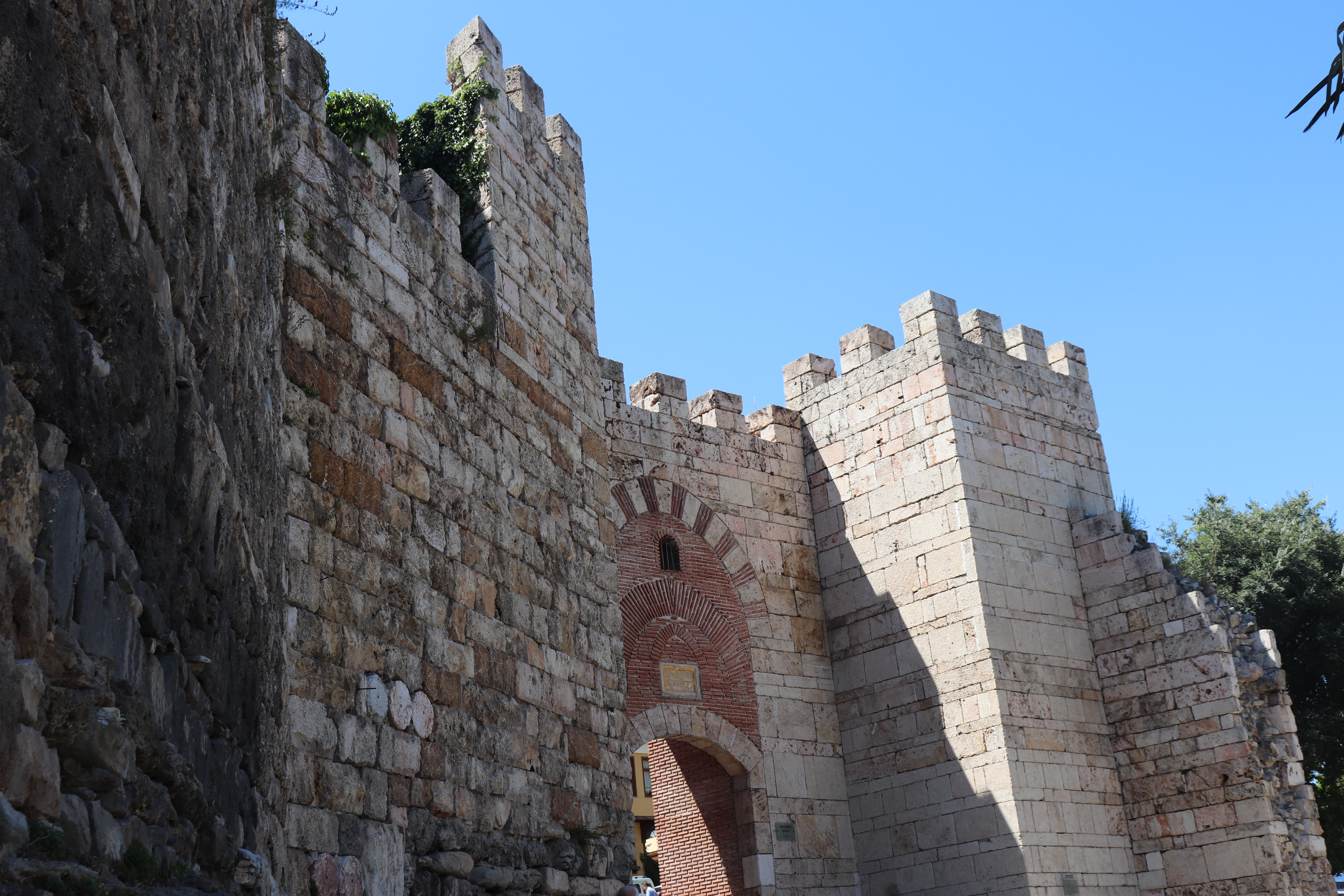
أسوار وبوابة بورصة القديمة

## ما بعد المعركة
بعد فتح المدينة، جعل السلطان عثمان الأول ابنه وخليفته السلطان أورخان غازي من بورصة أول عاصمة رسمية للدولة العثمانية وظلت كذلك حتى عام 1366م عندما أصبحت أدرنة العاصمة الجديدة. ونتيجة لذلك، تحمل بورصة مكانة خاصة في التاريخ العثماني كمدينة التأسيس. وهي أيضا البداية المبكّرة للعمارة العثمانية ممثلة بمسجد بايزيد الأول 1395م، مسجد أولو جامع (جامع بورصة الكبير) 1399م، والجامع الأخضر (1421م). وخلال فترة حكم السلطان أورخان غازي، أنشأ العديد من المُنشئات الخيرية مثل «المساجد»، «وقف طعام الفقراء»، «حمامات عامة»، «مخازن الغلال» و«اسطبلات الخيول».
بعد وفاة السلطان أورخان غازي، دُفن في بورصة في ضريح بجوار قبر والده عثمان غازي بن أرطغرل.
شارك في فتح بورصة وأظهر بطولة كبيرة فيها القائد العثماني المعروف قونور ألپ بك رفيق السلاح للسلطان عثمان الأول ثم لابنه وخليفته السلطان أورخان غازي.